# Число Данбара
Число Данбара — оцінка кількості постійних соціальних зв'язків, які людина може підтримувати.
Підтримка таких зв'язків передбачає знання відмінних рис індивіда, його характеру, а також соціального стану, що вимагає значних інтелектуальних здібностей. Лежить в діапазоні від 100 до 230, найчастіше вважається рівним 150.
Величина названа на честь англійського антрополога Робіна Данбара (нар. 1947), який і запропонував це число.

## Дослідження

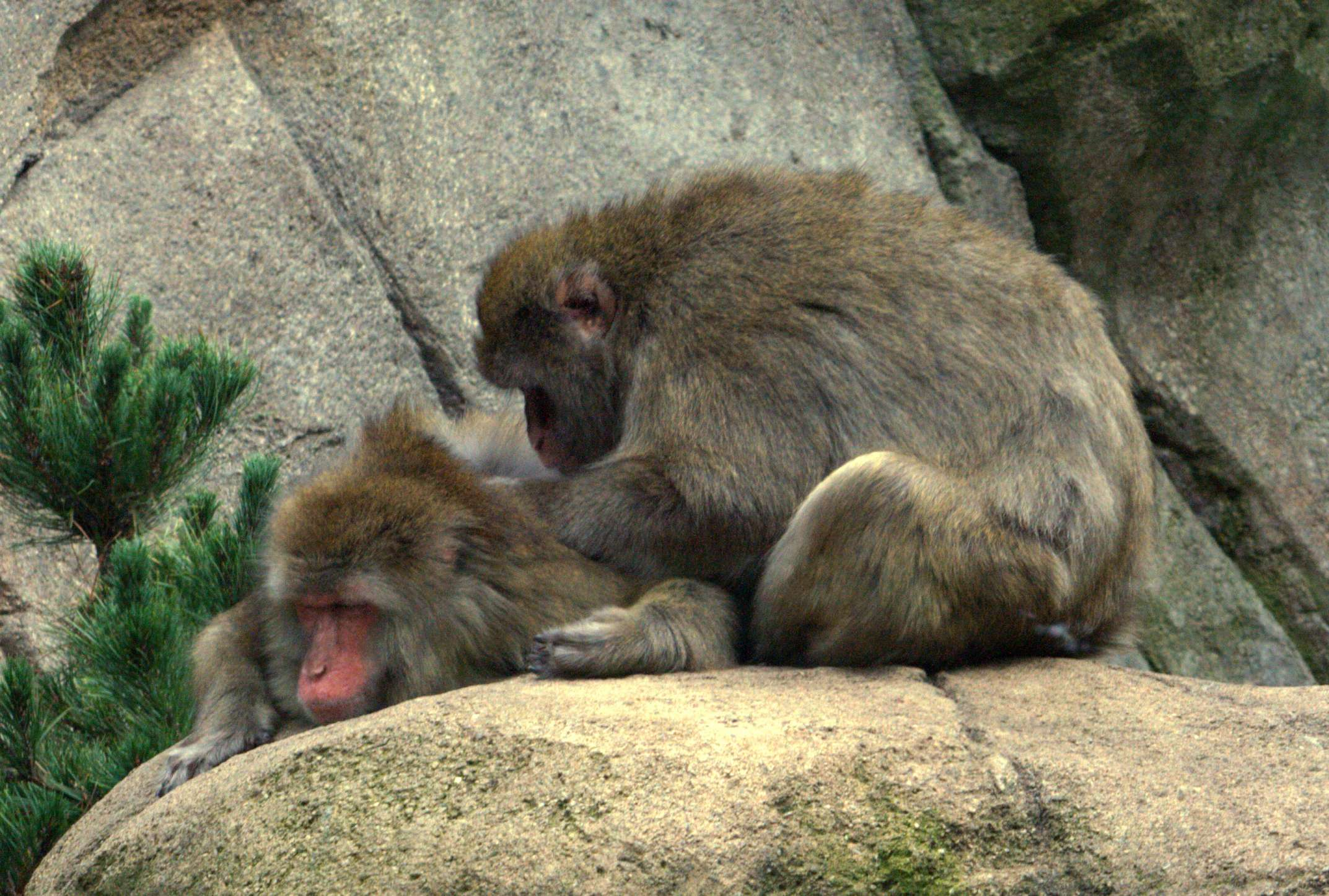
Грумінг мавп

Стадні примати відрізняються складною суспільною поведінкою — активно будують відносини з іншими членами зграї, зазвичай за допомогою грумінгу. Данбар помітив залежність між рівнем розвитку нової кори великих півкуль головного мозку і розміром зграї у приматів. На підставі даних по 38-ми видами приматів він вивів математичну залежність між розвитком неокортексу і розміром зграї, і, ґрунтуючись на оцінці розвитку людського мозку, запропонував оцінку оптимального розміру людської «зграї». Для перевірки своєї теорії Данбар звернувся до даних антропології. Середні розміри сіл, традиційних поселень, коливаються в передбачених ним межах. Крім того, розміри неолітичних поселень становлять до 200 осіб.